# Омсукчанский район

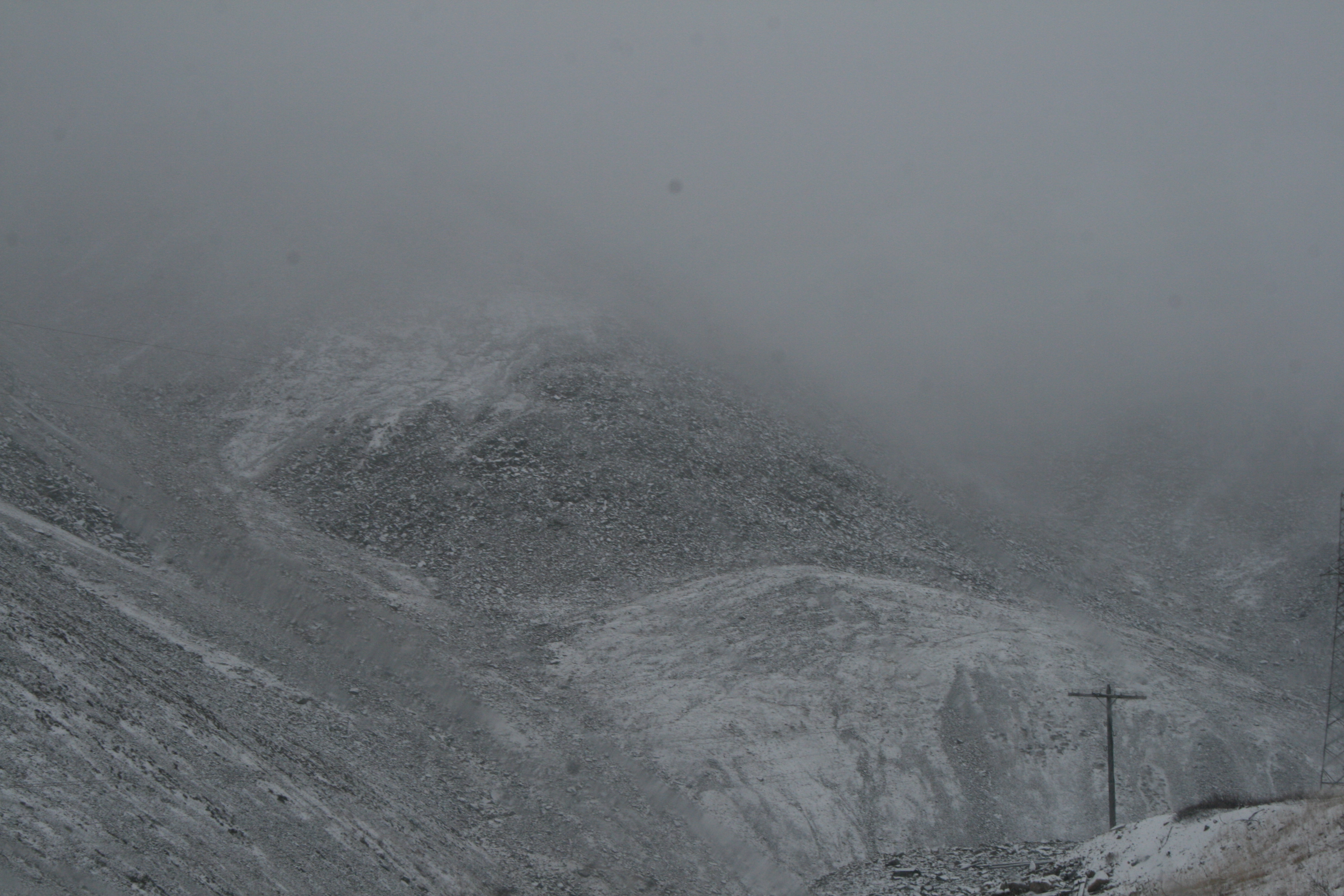
Вид с подъёма на перевал Капрановский со стороны Омсукчана. Сентябрь 2009 года.

Омсукча́нский район — административно-территориальная единица (район) в Магаданской области России.
В рамках организации местного самоуправления в границах района функционирует Омсукчанский муниципальный округ (с 2015 до 2022 гг. — городской округ, с 2006 до 2015 гг. — муниципальный район).
Административный центр — посёлок городского типа Омсукчан.

## География
Район располагается на северо-востоке Магаданской области. Граничит на западе с Среднеканским и Хасынским, на юге с Ольским, на востоке с Северо-Эвенским районами. На юго-востоке имеет выход на побережье Гижигинской губы Охотского моря. Площадь района составляет 60,4 тыс. км².

## История
История Омсукчанского района начинается задолго до её юридического оформления. На картах колымских первопроходцев река Вилига появилась ещё в начале XVII века. Колоритное описание её долины — территории нынешнего Омсукчанского района — 100 лет назад поместили в знаменитом иллюстрированном издании «Живописная Россия».
Кочевавшие здесь эвены называли эти места «Омчикчан», что означает «небольшая топь», и предпочитали селиться в других районах. Все изменилось, когда сюда пришли геологи, которые нашли здесь богатейшие месторождения олова.
С этого момента началось быстрое освоение района. Были открыты рудники «Индустриальный», «Галимый», создан Омсукчанский горнопромышленный комбинат, проложена просека от Охотского моря до Омсукчана. Одновременно развивалось оленеводство.
Омсукчанский район образован указом Президиума Верховного Совета РСФСР от 16 июля 1954 года за счёт выделения западной части разукрупнённого Северо-Эвенского района, а в октябре 1954 года также и за счёт юго-восточной части Среднеканского района. Перед этим, в 1953 году Омсукчан стал посёлком городского типа.
В 1967—1968 годах было открыто Дукатское золотосеребряное месторождение и образован Дукатский ГОК, что дало мощный толчок развитию района.

## Население
Район
| 1954   | 1959  | 1970  | 1979    | 1989    | 2002  | 2009  | 2010  |
| ------ | ----- | ----- | ------- | ------- | ----- | ----- | ----- |
| 11 820 | ↘4927 | ↗7446 | ↗14 886 | ↗19 419 | ↘6209 | ↘5585 | ↘5531 |
| 2011   | 2012  | 2013  | 2014    | 2015    | 2016  | 2017  | 2018  |
| ↘5481  | ↗5579 | ↘5470 | ↘5373   | ↘5315   | ↘5171 | ↘5078 | ↘5053 |
| 2019   | 2020  | 2021  | 2023    | 2024    |       |       |       |
| ↘4913  | ↗4963 | ↘4543 | ↘4400   | ↘4345   |       |       |       |

Муниципальный (городской) округ
| 1954   | 1959  | 1970  | 1979    | 1989    | 2002  | 2009  | 2010  |
| ------ | ----- | ----- | ------- | ------- | ----- | ----- | ----- |
| 11 820 | ↘4927 | ↗7446 | ↗14 886 | ↗19 419 | ↘6209 | ↘5585 | ↘5531 |
| 2011   | 2012  | 2013  | 2014    | 2015    | 2016  | 2017  | 2018  |
| ↘5481  | ↗5579 | ↘5470 | ↘5373   | ↘5315   | ↘5171 | ↘5078 | ↘5053 |
| 2019   | 2020  | 2021  | 2023    | 2024    |       |       |       |
| ↘4913  | ↗4963 | ↘4543 | ↘4400   | ↘4345   |       |       |       |

По данным Всероссийской переписи населения 2021 года национальный состав был следующим:
| Народ    | Численность, чел. |  |
| -------- | ----------------- |  |
| русские  | 3 286 ▼           |  |
| украинцы | 213 ▼             |  |
| эвены    | 247 ▼             |  |
| осетины  | 132 ▲             |  |
| другие   | 665 ▼             |  |
| всего    | 4 543 ▼           |  |

### Урбанизация
Городское население (пгт Омсукчан, Галимый и Дукат) составляет 100 % от всего населения района (округа).

## Населённые пункты
В состав района (округа) входят 5 населённых пунктов, в том числе три городских населённых пункта — посёлка городского типа (рабочих посёлка) — и два сельских населённых пункта:
| № | Населённый пункт  | Тип     | Население |
| - | ----------------- | ------- | --------- |
| 1 | Омсукчан          | пгт     | ↘3326     |
| 2 | Галимый           | пгт     | →1        |
| 3 | Дукат             | пгт     | ↘1018     |
| 4 | Верхний Балыгычан | посёлок | ↗2        |
| 5 | Меренга           | село    | →1        |

Упразднённые населённые пункты:
Посёлки Останцевый, а ранее село Вилига.
- 1994 год — посёлки Индустриальный, Кедон, Купка и Буксунда[32].
- 1995 год — посёлки Капрановский, Жаркий, Октябрина[33].

## Муниципальное устройство
В рамках организации местного самоуправления в границах района функционирует Омсукчанский муниципальный округ (с 2015 до 2022 гг. — городской округ, с 2006 до 2015 гг. — муниципальный район).
К 2006 году в составе муниципального района были созданы три муниципальных образования нижнего уровня, в том числе два городских поселения (посёлок Омсукчан и посёлок Дукат) и одно сельское поселение (село Верхний Балыгычан). В 2008 году сельское поселение было упразднено, а его территория отнесена к межселенной территории Омсукчанского района.
С 2008 до 2015 гг. в муниципальном районе выделялись два муниципальных образования нижнего уровня со статусом городского поселения, а также межселенная территория без какого-либо статуса муниципального образования:
| №        | Муниципальное образование / Межселенная территория | Административный центр | Количество населённых пунктов | Население (чел.) |
| -------- | -------------------------------------------------- | ---------------------- | ----------------------------- | ---------------- |
| 1e-06    | Городские поселения:                               |                        |                               |                  |
| 1        | посёлок Омсукчан                                   | пгт Омсукчан           | 1                             | 3326 (2024)      |
| 2        | посёлок Дукат                                      | пгт Дукат              | 1                             | 1018 (2024)      |
| 2.000002 | Межселенная территория:                            |                        |                               |                  |
| 2.000003 | Межселенная территория                             |                        | 3                             |                  |

К 1 января 2015 года все два поселения были упразднены и вместе с муниципальным районом преобразованы путём их объединения в Омсукчанский городской округ.
В рамках административно-территориального устройства продолжает выделяться Омсукчанский район .
К 1 января 2023 года городской округ преобразован в Омсукчанский муниципальный округ.

## Экономика
До сих пор это одна из наиболее перспективных в горнорудном отношении территорий области. Более всего Омсукчанский район славится серебром. По содержанию этого металла Омсукчанские руды не уступают рудам знаменитых рудников Южно-Африканской Республики. Также район богат золотом, оловом и каменным углем.

### Здравоохранение
Омсукчанская районная больница-районная больница находящиеся в пгт Омсукчан.